# 佐久間彩
佐久間 彩（さくま あや）はゲームミュージックの作曲家。過去にKCET（コナミコンピュータエンタテインメント東京）に所属していた。女性。主にbeatmania IIDXで使用していたAya名義が有名。

## 略歴
- 2000年、テレビゲーム『あいたくて… ～your smiles in my heart～』『TVDJ』にてゲーム内BGMを一部担当。
- 2001年、『beatmania IIDX 5th style』[1][2]、『beatmania IIDX 6th style』に楽曲提供[3][4]。
- 2002年、『beatmania IIDX 8th style』に楽曲提供[5]。
- 2004年、テレビゲーム『Jリーグ ウイニングイレブン8 ~Asia Championship~』のBGMを担当[6]。同年、ミニアルバム『This is the beginning of my story』をリリース。[7]

## 主な楽曲

### TVDJ
- ACID MOON
- Being with U
- [F.]
- love200%

### beatmania IIDXシリーズ
全楽曲Aya名義。括弧内は収録されたバージョン名。
- sometime (beatmania IIDX 5th style)
- Real (beatmania IIDX 5th style)
- G2 (beatmania IIDX 6th style)
- Take It Easy (beatmania IIDX 6th style)
- Smoke (beatmania IIDX 8th style)

### This is the beginning of my story
Aya Sakuma名義のオリジナル・ミニ・アルバム。
- Hymn (interlude)
- Urumqi
- inori … peace
- Hoshi
- Urumq ＋aps＋
- Hymn～to be continued～

## ディスコグラフィ

### ミニアルバム
- 『This is the beginning of my story』(2004/10/22)

### サウンドトラック
- 『あいたくて… ～your smiles in my heart～ オリジナル・ゲーム・サントラ vol.1』(2003/3/24)[8]
- 『あいたくて… ～your smiles in my heart～ オリジナル・ゲーム・サントラ vol.2』(2003/3/24)[9]
- 『「TVDJ」オフィシャル・サウンドトラック』(2000/8/23)[10]
- 『beatmania IIDX 5th style Original Soundtracks』(2001/6/27)[11]
- 『beatmania IIDX 6th style Original Soundtrack』(2002/1/26)[12]
- 『beatmania IIDX 8th style Original Soundtrack』(2002/12/18)[13]

## その他
- 佐宗綾子 (sampling masters AYA)と名義が似ているためよく同一人物と勘違いされるが別人。
- dj TAKAの1stアルバム『milestone』にリミックス楽曲を提供する予定だったが、やむを得ない理由により不参加に[14]。
- Pentagon[注 1]やユナイテッド・フューチャー・オーガニゼイションのスタジオワーク・サポートをしていた。